# Beffroi de Bruxelles
Ne doit pas être confondu avec la Tour de l'hôtel de ville de Bruxelles

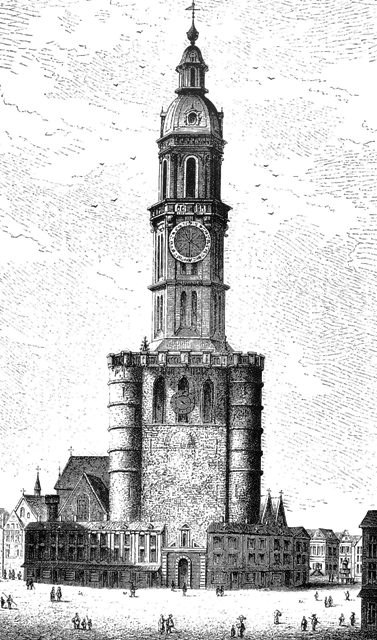
Beffroi de Bruxelles

Le beffroi de Bruxelles (en néerlandais : Belfort van Brussel) était une haute tour médiévale de la ville de Bruxelles. Ce beffroi, construit bien avant l'actuel hôtel de ville, et qu'il ne faut pas confondre avec la tour ajourée de celui-ci, se dressait devant l'église Saint-Nicolas, vraisemblablement dès les débuts de cette ville brabançonne. Il n'est toutefois cité la première fois qu'en 1289.

## Historique
La possession d'un beffroi, avec cloche banale et guetteur, était un privilège des bonnes villes des anciens Pays-Bas et attestait de la liberté communale.
Le beffroi de Bruxelles était muni de diverses cloches destinées à régler la vie civile de la cité.
La plus imposante, le tocsin, était utilisée pour signaler les guerres, les révoltes, l'exécution d'un condamné à mort. D'autres cloches réglaient, entre autres, les heures de travail, les marchés, la fermeture des portes.
Ce beffroi s'écroula en 1367 et fut reconstruit immédiatement. Lors du bombardement de Bruxelles en 1695, la partie supérieure prit feu et les cloches à moitié fondues traversèrent les divers étages. Il fut à nouveau restauré jusqu'à son nouvel effondrement le 25 juillet 1714. Il ne fut plus reconstruit.

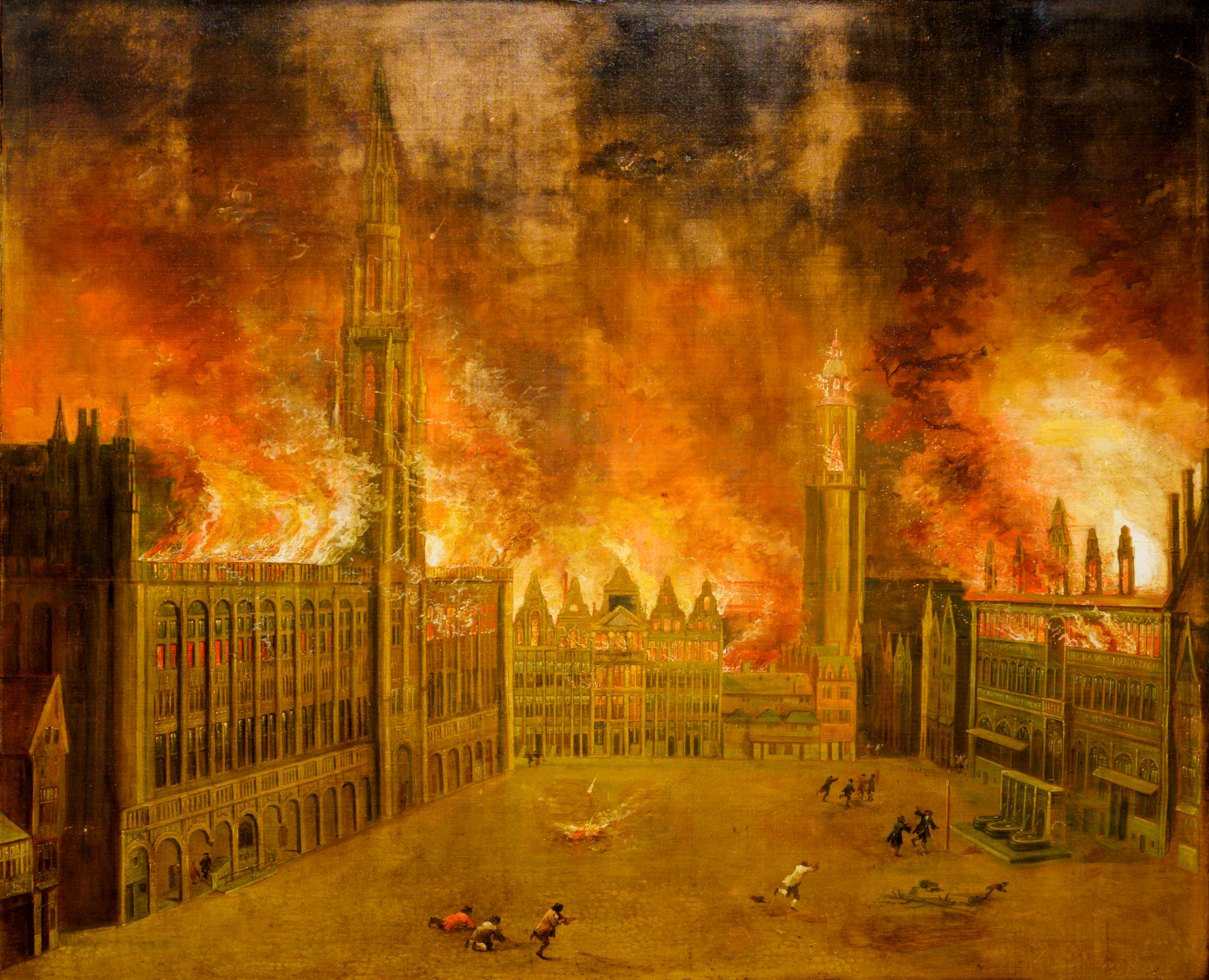
Bombardement de Bruxelles en 1695, avec à droite le beffroi de Bruxelles et à gauche l'hôtel de ville et sa tour.

Depuis cette date Bruxelles fut dépourvue de beffroi, malgré les velléités de reconstruction jusqu'en 1888. La tour de l'hôtel de ville, construite alors que le beffroi remplissait son rôle depuis longtemps, n'a jamais pris ce rôle, n'ayant jamais été pourvue de tocsin, de cloches communales, de carillon ou de service de guet, sa structure faite dans un but purement esthétique ne le permettant pas.

## Le carillon
Le beffroi de Bruxelles fut pourvu dès 1362 d'un carillon, qui était un des plus anciens du monde avec peut être le premier système connu d'automate construit vers 1551. Lorsqu'en 1662 l'on y installa un nouveau carillon automatique, cet ancien système y était toujours installé.